# One Wall Street
One Wall Street o scritto anche 1 Wall Street (originariamente chiamato Irving Trust Company Building, poi Bank of New York Building dopo il 1988, e ora noto come BNY Mellon Building dal 2007), è un grattacielo in stile Art déco situato a Lower Manhattan, nella città di New York.

## Storia
Si trova nel quartiere finanziario di Manhattan, all'angolo tra Wall Street e Broadway Fino al 30 settembre 2015, è stata la sede centrale della The Bank of New York Mellon Corporation. Nel maggio 2014 la banca ha venduto l'edificio ad una joint venture guidata dalla proprietà di Harry B. Macklowe a Macklowe per $ 585 milioni.
Progettato da Ralph Walker, l'edificio è stato originariamente costruito per la Irving Trust Company. È stato disegnato seguendo lo stile architettonico Art Deco, con uno scheletro d'acciaio la cui facciata è ricoperta di pietra calcarea.
A causa delle curvature presenti agli angoli del muro, la banca non occupa completamente la sua intera pianta. Sono presenti cinquanta piani ed è alta 199 metri.